# Милан Ј. Радојевић
Милан Ј. Радојевић, рођен у Бачини код Варварина 1. октобра 1881. године, био је српски и југословенски официр,  геодетски пуковник Југословенске војске.

## Школовање и служба
У Нижу школу Војне академије ступио је по свршеном шестом разреду Крушевачке гимназије. Топогравски курс завршио је 1907/08. године. Године 1916. био је укрцан на енглеским ратним бродовима у ескадри пред Дарданелима ради практичне обуке у маринској, торпедској и минској служби.
По изласку из Војне академије био је водник у XII пешадијском пуку „Цар Лазар”, потом на служби у барутани Обилићево, XII пуков. окр. команди, водник XVI пешад. пука и заступ. командира чете у II пешадијском пуку „Књаз Михаило”. Године 1907. дошао је у Географско одељење као топограф.
Био је ожењен Бојаном рођеном Симић и имао је кћер Оливеру, инжењера технологије и сина Константина ученика реалке.

## Ратна биографија
Учесник је Балканских ратова и Првог светског рата, а у историји српске армије упамћен по томе што је формирао прву Српску речну флотилу са којом се октобра 1915. године борио против снага Фон Макензена бранећи Београд. Пуковник Радојевић је формирао Српску морнарицу, чији је био први командант.
У рат 1912. године ушао као топограф штаба 2. Армије, где је остао и за време рата 1913. године. Тешко је повређен при опсади Једрена, при премеравању турских ровова.
На самом почетку Великог рата затекао се на положају команданта Другог батаљона Деветог пешадијског пука другог позива. Од 23 јануара до 8. октобра 1915. године је командант Аде Циганлије, а тиме и командант прве Српске речне флотиле, чији је био носилац формирања, а која му је била потчињена све време свог постојања. Затим прима 2. батаљон VII пешадијског пука II позива и са њим води борбе на Торлаку, на Авали, према Азањи, изнад Наталинаца, код Ботуња и на Црном врху. На Новом брду прима 3. батаљон XIX кадровског пешадијског пука и води борбе на Новом Брду, Штимљу, Кум Кули и код Фани Бисака.
По доласку у Љеш, децембра 1915. године, на служби у команди пристаништа, почиње да формира Бродарску команду, коју на Крфу попуњује и постаје командант Бродарске команде са којом организује бродарску службу на Крфу између логора и у Солуну са Микром. По пробоју Солунског фронта пробија се са наоружаним бродарима кроз Бугарску и избија на Дунав упоредо са савезничким трупама. Стиже у Београд 16. новембра 1918. године.

## Послератни период
Марта 1919. године упућен је на службу у Инжињерско одељење Врховне команде, за бродарске послове, а септембра 1919. године одређен је за шефа Војно друмског одсека Саобраћајног одељења Врховне команде.
По демобилизацији постао је шеф Слагалишног одсека Војногеографског института. Године 1921. био је у комисији за разграничавање са Бугарима, а 1924. шеф Репродукционог одсека истог Института.

### Наслови
- Ратне авантуре (превод 1904),
- Основи практичне топографије (1910),
- Новопазарски санџак (1912) и
- Технологија (1936).

## Занимљивости
О овој личности се у темнићком крају ништа није знало, све до објављеног истраживања Бошка Антића, контраадмирала у пензији. Данас једна улица у Бачини носи име оснивача Српске морнарице Милана Ј. Радојевића, а долази се и до нових сазнања о личности која је обележила српску историју.
Интересантан је и податак да је Милан Ј. Радојевић током Солунског процеса 1917. године, када су на смрт осуђени припадници тајне организације „Уједињење или смрт”, по службеној дужности бранио пуковника Драгутина Димитријевића Аписа.

## Одликовања
- Орден Карађорђеве звезде са мачевима 4. реда
- Орден Белог орла са мачевима 3. и 4. реда
- Орден Југословенске круне 3. и 4. реда
- Орден Светог Саве 3. и 4. реда
- Медаља за храброст
- Златна медаља за ревносну службу (2 пута),
- Споменица Краља Петра I, и свим ратним Споменицама
- Орден D.S.O. (Енглеска)
- Ратни крст (Француска),
- Медаља за храброст (Грчка) и
- Орден белог лава III реда (Чехославачка).